# Euathlos
Euathlos war ein Schüler des antiken griechischen Sophisten Protagoras, der im 5. Jahrhundert v. Chr. lebte.
Nach einer von Diogenes Laertios überlieferten Anekdote weigerte sich Euathlos, seinem Lehrer das vereinbarte Honorar zu zahlen. Zur Begründung gab er an, er habe noch keinen Prozess gewonnen. Er habe die Fertigkeiten, die ihm Protagoras im Unterricht vermittelt habe, noch nicht erfolgreich einsetzen können, und müsse daher noch nicht dafür bezahlen. Offenbar ging er davon aus, dass es sich um ein Erfolgshonorar handelte; Protagoras hatte ihm versprochen, ihn zu befähigen, Prozesse zu gewinnen. Darauf drohte ihm Protagoras mit einer Klage. Dabei argumentierte der Sophist hinsichtlich des angedrohten Gerichtsverfahrens so: „Wenn ich gewinne, bekomme ich (von dir) Geld, weil ich den Prozess gewonnen habe. Wenn du gewinnst, gibst du mir auch Geld, weil du gewonnen hast (und mein Unterricht demnach erfolgreich war).“ Nach einer von Aulus Gellius erzählten Version der Anekdote antwortete darauf Euathlos: „Wenn ich gewinne, gibst du mir Geld, weil ich gewonnen habe. Doch wenn du gewinnst, werde ich dir kein Geld geben, denn dann warst du mir kein guter Lehrer.“
Dieses Paradoxon ist bekannt als der Sophismus des Euathlos.